# Marmosa xerophila
Marmosa xerophila e вид опосум от семейство Didelphidae.
Видът е разпространен в Колумбия и Венецуела по крайбрежието на Венецуелския залив между полуостровите Гуахира и Парагуана. Обитава крайбрежни гори и храсталаци на надморска височина до 90 m. Живее по земята, но е пригоден и да се катери. Храни се с насекоми и плодове, но също и гущери, птици, яйца и дребни гризачи.